# Zweden op het Eurovisiesongfestival 2022

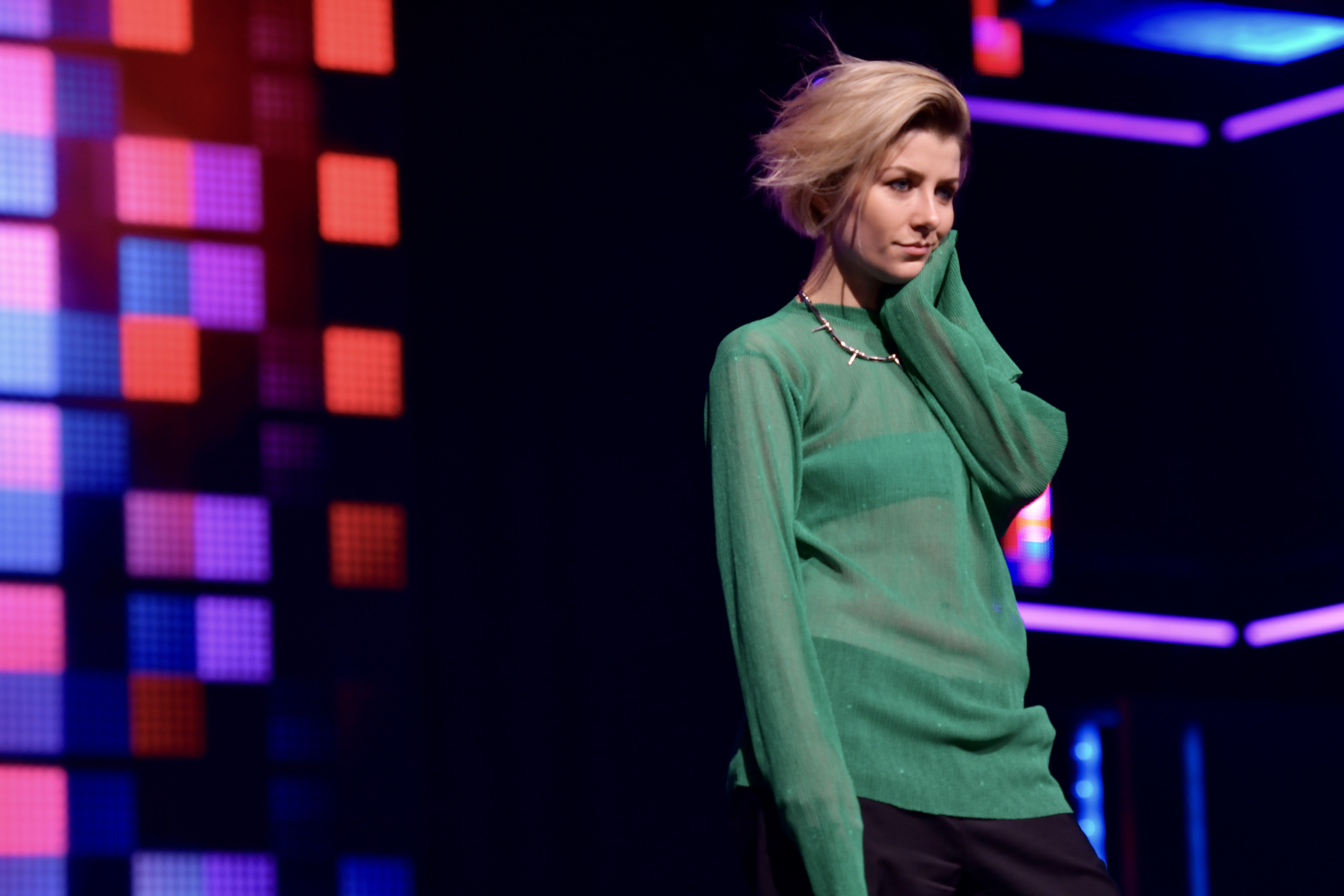
Cornelia Jakobs tijdens Melodifestivalen.

Zweden nam deel aan het Eurovisiesongfestival 2022, in Turijn, Italië. Het was de 60ste deelname van het land aan het Eurovisiesongfestival. SVT was verantwoordelijk voor de Zweedse bijdrage voor de editie van 2022.

## Selectieprocedure

### Format
De Zweedse bijdrage voor het Eurovisiesongfestival 2022 werd naar jaarlijkse traditie gekozen via het Melodifestivalen. Enkel de eerste Zweedse bijdrage voor het festival, in 1958, werd niet via de liedjeswedstrijd verkozen. Sveriges Television wijzigde het format niet in vergelijking met het jaar voordien. 28 nummers werden vertolkt in vier halve finales. Het publiek kon stemmen via televoting of via de app van Melodifestivalen. De stemmers die gebruikmaakten van de app waren verdeeld in zeven leeftijdscategorieën, die elk 1, 2, 4, 6, 8, 10 en 12 punten uitdeelden op basis van het aantal stemmen. De stemmen die binnenkwamen bij de televoting telden mee als de achtste stemgroep. Er vonden telkens twee stemrondes plaats. Na een eerste stemronde gingen de vijf artiesten met de meeste punten door naar de tweede stemronde, zonder daarbij hun stemmen uit die ronde te verliezen. Na de tweede stemronde plaatsten de nummers 1 en 2 zich voor de finale; de nummers 3 en 4 gingen naar de tweedekansronde, en de nummer 5 was - net als de nummers 6 en 7 die eerder afvielen - uitgeschakeld.
In de tweedekansronde namen de acht kandidaten het tegen elkaar op in duels. Elke stemgroep had hier één punt te verdelen en de kandidaat met de meeste punten ging ook naar de finale. In de finale werden acht internationale vakjury's geïntroduceerd, die 50% van de stemmen bepaalden. De rest werd bepaald door het publiek. De puntentelling in de finale was anders dan in de halve finales: elke stemgroep gaf hier punten aan de top tien op de traditionele Eurovisiemanier (1, 2, 3, 4, 5, 6, 7, 8, 10 en 12 punten).

### Presentatoren en locaties
Oscar Zia, meervoudig deelnemer aan Melodifestivalen werd aangekondigd als presentator voor alle zes shows. Normaliter vinden de shows plaats in verschillende grote arena's verspreid over Zweden. Dit jaar werd de Avicii Arena aangeduid om de eerste drie shows te organiseren. De drie laatste shows (inclusief finale) werden gehouden in het Zweeds nationaal stadion, de Friends Arena.

## Melodifestivalen 2022

### Eerste halve finale
5 februari 2022
| Plaats | Artiest         | Lied                | Punten |
| ------ | --------------- | ------------------- | ------ |
| 1      | Cornelia Jakobs | Hold Me Closer      | -      |
| 2      | Robin Bengtsson | Innocent Love       |        |
| 3/4    | Theoz           | Som du vill         |        |
| 3/4    | Danne Stråhed   | Hallabaloo          |        |
| 5      | Omar Rudberg    | Moving Like That    |        |
| 6      | Shirley Clamp   | Let There Be Angels |        |
| 7      | Malou Prytz     | Bananas             |        |

### Tweede halve finale
12 februari 2022
| Plaats | Artiest             | Lied                     | Punten |
| ------ | ------------------- | ------------------------ | ------ |
| 1      | Liamoo              | Bluffin                  | Veilig |
| 2      | John Lundvik        | Änglavakt                | 92     |
| 3      | Alvaro Estrella     | Suave                    | 69     |
| 4      | Tone Sekelius       | My Way                   | 62     |
| 5      | Samira Manners      | I Want to Be Loved       | 35     |
| 6      | Browsing Collection | Face in the Crowd        | 33     |
| 7      | Niello & Lisa Ajax  | Tror du att jag bryr mig | 21     |

### Derde halve finale
19 februari 2022
| Plaats | Artiest         | Lied                     | Punten |
| ------ | --------------- | ------------------------ | ------ |
| 1      | Anders Bagge    | Bigger than the Universe | -      |
| 2      | Faith Kakembo   | Freedom                  | 79     |
| 3      | Lisa Miskovsky  | Best to Come             | 75     |
| 4      | Cazzi Opeia     | I Can't Get Enough       | 67     |
| 5      | Linda Bengtzing | Fyrfaldigt hurra!        | 37     |
| 6      | Lancelot        | Lyckligt slut            | 35     |
| 7      | Tribe Friday    | Shut Me Up               | 19     |

### Vierde halve finale
26 februari 2022
| Plaats | Artiest           | Lied                   | Punten |
| ------ | ----------------- | ---------------------- | ------ |
| 1      | Klara Hammarström | Run to the Hills       | -      |
| 2      | Medina            | In i dimman            | 84     |
| 3      | Anna Bergendahl   | Higher Power           | 73     |
| 4      | Lillasyster       | Till Our Days Are Over | 65     |
| 5      | Angelino          | The End                | 37     |
| 6      | Tenori            | La stella              | 37     |
| 7      | Malin Christin    | Synd om dig            | 16     |

### Tweedekansronde
5 maart 2022
| Semi | Nr.             | Artiest        | Nummer                   | Plaats | Resultaat |   |   |               |          |       |        |
| ---- | --------------- | -------------- | ------------------------ | ------ | --------- | - | - | ------------- | -------- | ----- | ------ |
| Semi | Nr.             | Artiest        | Nummer                   | Plaats | Resultaat | 1 | 1 | Tone Sekelius | "My Way" | 1 / 2 | Finale |
| 2    | Alvaro Estrella | "Suave"        | 3 / 4                    | Out    |           | 1 |   |               |          |       |        |
| 3    | Danne Stråhed   | "Hallabaloo"   | 3 / 4                    | Out    |           | 1 |   |               |          |       |        |
| 4    | Anna Bergendahl | "Higher Power" | 1 / 2                    | Finale |           | 1 |   |               |          |       |        |
| 2    | 5               | Theoz          | "Som du vill"            | 1 / 2  | Finale    |   |   |               |          |       |        |
| 2    | 6               | Lisa Miskovsky | "Best to Come"           | 3 / 4  | Out       |   |   |               |          |       |        |
| 2    | 7               | Lillasyster    | "Till Our Days Are Over" | 3 / 4  | Out       |   |   |               |          |       |        |
| 2    | 8               | Cazzi Opeia    | "I Can't Get Enough"     | 1 / 2  | Finale    |   |   |               |          |       |        |

### Finale
12 maart 2022
| Plaats | Artiest           | Lied                     | Jury | Publiek | Totaal |
| ------ | ----------------- | ------------------------ | ---- | ------- | ------ |
| 1      | Cornelia Jakobs   | Hold Me Closer           | 76   | 70      | 146    |
| 2      | Anders Bagge      | Bigger Than the Universe | 31   | 90      | 121    |
| 3      | Medina            | In I Dimman              | 53   | 56      | 109    |
| 4      | Liamoo            | Bluffin                  | 65   | 26      | 91     |
| 5      | Tone Sekelius     | My Way                   | 31   | 53      | 84     |
| 6      | Klara Hammarström | Run to the Hills         | 27   | 56      | 83     |
| 7      | Theoz             | Som du vill              | 39   | 26      | 65     |
| 8      | John Lundvik      | Anglavakt                | 43   | 17      | 60     |
| 9      | Cazzi Opeia       | I Can't Get Enough       | 26   | 29      | 55     |
| 10     | Faith Kakembo     | Freedom                  | 33   | 18      | 51     |
| 11     | Robin Bengtsson   | Innocent Love            | 29   | 5       | 34     |
| 12     | Anna Bergendahl   | Higher Power             | 11   | 18      | 29     |

## In Turijn
Zweden trad aan in de tweede halve finale op donderdag. Daar wist Cornelia zich te plaatsen voor de grote finale op zaterdag 14 mei 2022. Zweden deed lang mee voor een top 3 notering, en wist uiteindelijk vierde te eindigden met 438 punten. Na afloop van de finale bleek dat Zweden de tweede halve finale won, met 396 punten, meer dan 150 punten in vergelijking met de tweede plaats.